# Rakétahajtómű
A  rakétahajtómű olyan hajtómű, mely a hatás-ellenhatás elv alapján működve, egy irányba nagy sebességű gázsugarat kibocsátva hajt meg (általában repülő) járműveket.
A kibocsátott anyag nagy sebességét rendszerint, de nem kizárólag kémiai reakció biztosítja, ezért a rakéta szó alatt általában kémiai hajtású rakétákat értünk. A kémiai rakétahajtóműben a tüzelőanyag és az oxidálóanyag égése termel nagy mennyiségű gázt, ehhez hasonló elven működnek a sugárhajtóművek, melyeknél az oxidálóanyag a környező levegő.
Az elektromos meghajtású rakéták esetén a hajtóanyagot elektromosság gyorsítja nagy sebességre, a legelterjedtebb ilyen rakétahajtómű az ionhajtómű.
A rakéta a meghajtási elvéből következően légüres térben vagy akár a világűrben is képes haladni.

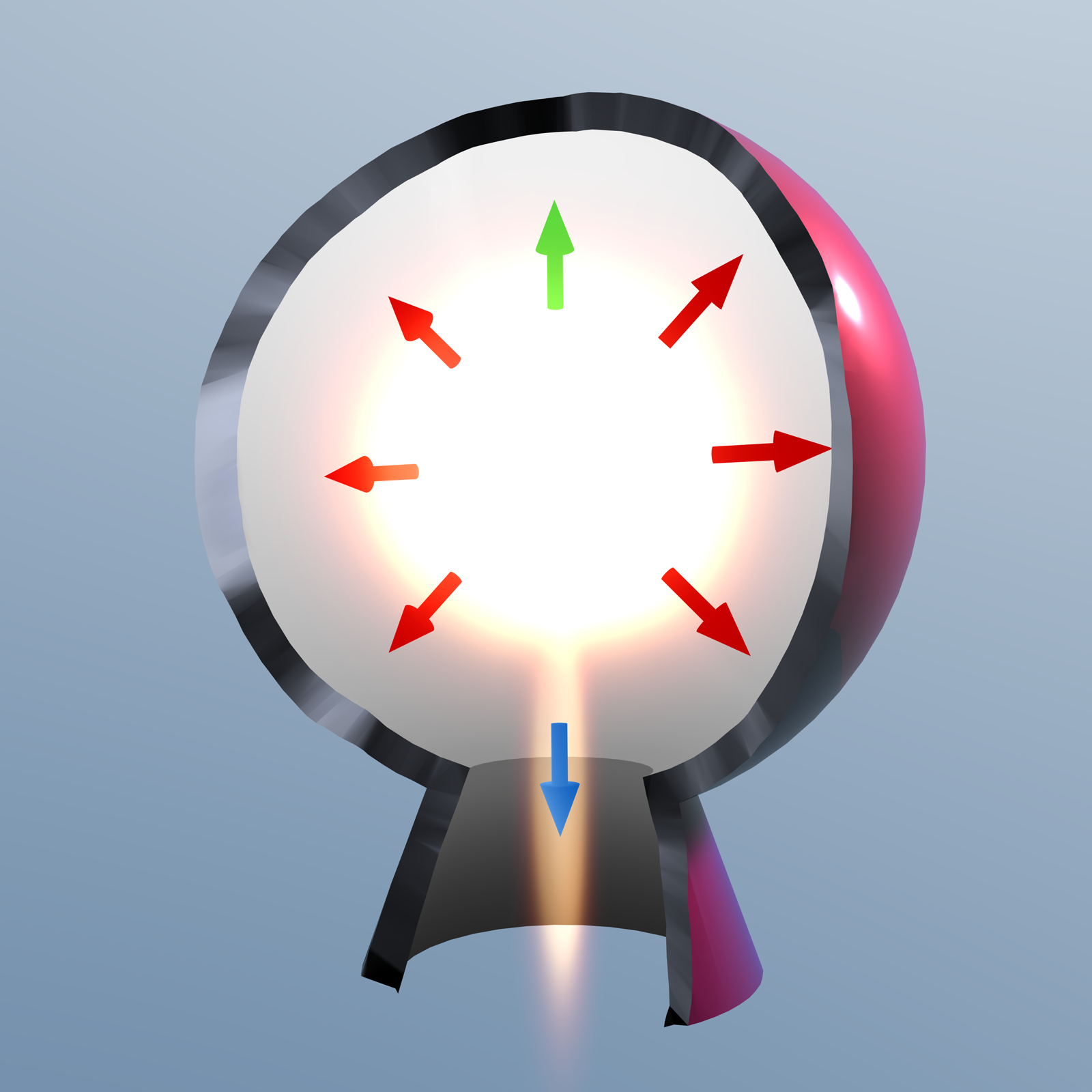
A pirossal jelölt szabályozott robbanásból származó, a nyíláson kiáramló gázsugarat kék nyíl jelöli. Ez a gázsugár az egész szerkezetet a zöld nyíl irányába nyomja.

## Működése
Működése a hatás-ellenhatás elvén alapul: az üzemanyagot egy égéstéren elégetve az kitágul és a fúvókán keresztül nagy sebességgel távozik a szabadba. Eközben a rakéta az ellentétes irányba indul el, hogy az összes lendületük állandó legyen. A rakéták jellemzője, hogy nem függenek a külső levegőtől, vagy annak hiányától, mert az égéshez szükséges oxigént is magukkal viszik. Ez ugyan megnöveli a tömegüket, viszont így minden körülmények között képesek üzemelni.

## Külső hivatkozások
- http://astro.u-szeged.hu/szakdolg/vegiandras/mukodes/raketahajtomu.html